# ФК Неа Саламина Фамагуста
Неа Саламис Фамагуста ФЦ или Неа Саламина Фамагуста ФЦ (грч. Νέα Σαλαμίς Αμμοχώστου) је професионални фудбалски клуб са седиштем у Фамагусти, на Кипру. Био је избеглички клуб од 1974. и Турске инвазије на Кипар, када је Турска окупирала северни део острва. Клуб има привремено седиште у Ларнаци.
Најзначајнији успеси клуба су освајање Кипарскога купа и Кипарског Суперкупа 1990. године. Најбољи резулатат до сада у Кипарској првој лиги је било треће место. Током својих првих пет година (1948—1953), клуб је учествовао у Кипарском аматерском фудбалском савезном првенству. Године 1953. клуб се придружио Кипарском фудбалском савезу (ЦФА), и редовно учествује на првенству и куп такмичењима. Клуб је играо више од 50 сезона у Кипарској првој лиги и седми су Кипарски клуб с најдужим стажом у првој лиги.
Клуб је учествовао по први пут у Европским такмичењима 1990. у Европском Купу победника купова, а играо је и у УЕФА Интертото купу 1995, 1997. и 2000. године. Клуб је део спортског друштва Неа Саламина Фамагуста основаног 1948, а коме припада и истоимени мушки одбојкашки клуб.